# Teleta
Teleta är ett släkte av fjärilar. Teleta ingår i familjen vecklare.
Kladogram enligt Catalogue of Life:
| Teleta | \| \| Teleta talaris \| \| \| \| \| \| Teleta xanthogastra \| \| \| \| |
|        | \| \| Teleta talaris \| \| \| \| \| \| Teleta xanthogastra \| \| \| \| |
|        | Teleta talaris                                                         |
|        |                                                                        |
|        | Teleta xanthogastra                                                    |
|        |                                                                        |